# Давыдовка (приток Вуоксы)
Давыдовка (устар. Литтула) — река в России, протекает в Выборгском районе Ленинградской области. Устье реки находится в 126 км по левому берегу реки Вуоксы. Длина реки — 8,7 км, площадь водосборного бассейна — 221 км².

## География
Давыдовка является последним звеном стока крупной системы озёр северо-запада Карельского перешейка (расположенных около границы России и Финляндии) — Лесогорского, Ясного, Ворошиловского и Александровского — в Вуоксу. Река течёт в общем направлении на юг, протекая по восточному краю посёлка Лесогорский и впадая ниже него в Вуоксу.

## Данные водного реестра
По данным государственного водного реестра России относится к Балтийскому бассейновому округу, водохозяйственный участок реки — Водные объекты бассейна оз. Ладожское без рр. Волхов, Свирь и Сясь, речной подбассейн реки — Нева и реки бассейна Ладожского озера (без подбассейна Свирь и Волхов, российская часть бассейнов). Относится к речному бассейну реки Нева (включая бассейны рек Онежского и Ладожского озера).